# WE Fashion
WE, auch bekannt als WE Fashion, ist ein ursprünglich niederländisches Textilhandelsunternehmen mit Sitz in Utrecht, das Kleidung, Schuhe, Taschen und andere Accessoires verkauft.

## Unternehmen

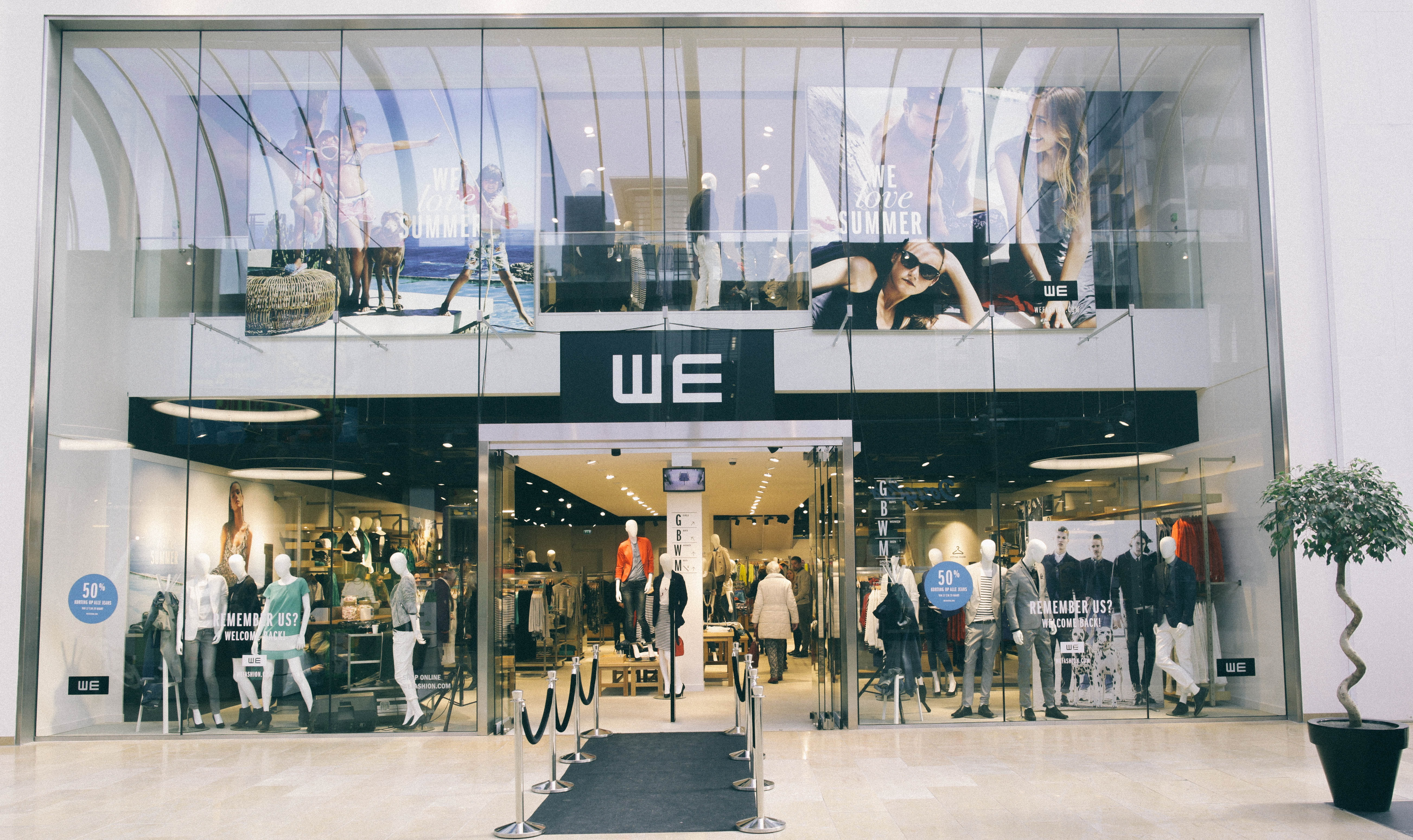
WE Laden in Amstelveen

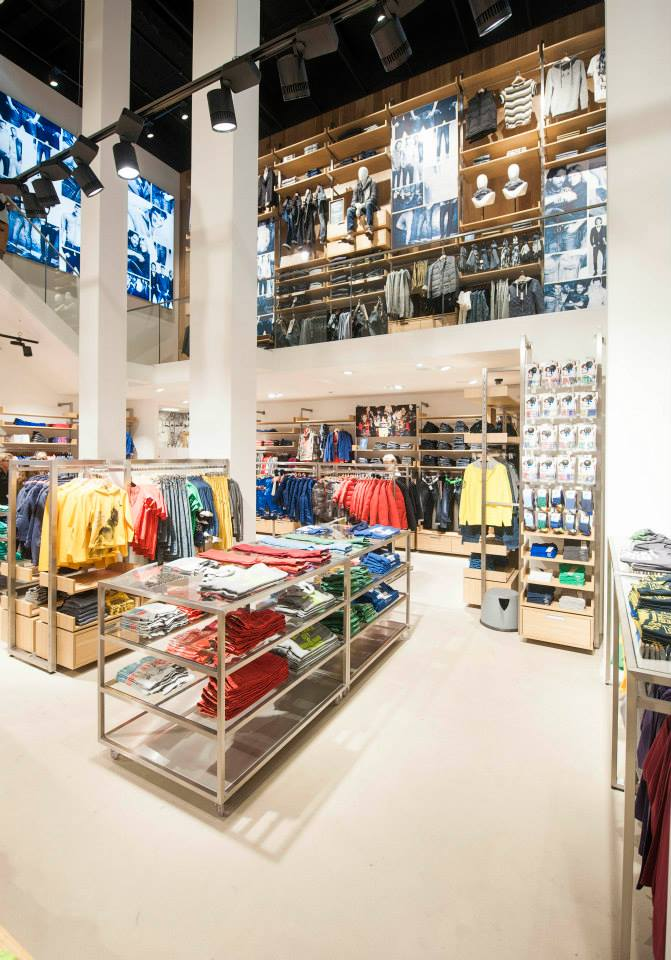
WE Laden in Brussels

WE hat etwa 240 Geschäfte und 3.000 Mitarbeiter in den Niederlanden, Belgien, Frankreich, Luxemburg, Österreich und der Schweiz. WE ist Teil des europäischen Modekonglomerats Logo International, zu dem auch die Marken O’Neill und Van Gils gehören. WE ist ein Unternehmen mit einer vertikalen Organisation, das seine Kollektionen selbst entwirft. Auch die Werbe-, Marketing- und Ladenkonzepte werden intern entwickelt.
Der europäische Hauptsitz befindet sich in Utrecht. Hinter der Hauptgeschäftsstelle befindet sich das Vertriebszentrum, von wo aus sämtliche Waren für die Niederlassungen Europa verteilt werden.

Die meisten Läden (124) werden in den Niederlanden betrieben, gefolgt von Belgien (36), Schweiz (31), Frankreich (9), Österreich (2) und Luxemburg (1). Seit dem Jahr 2009 können die Produkte zunehmend auch online bestellt werden, in Deutschland seit 2011.

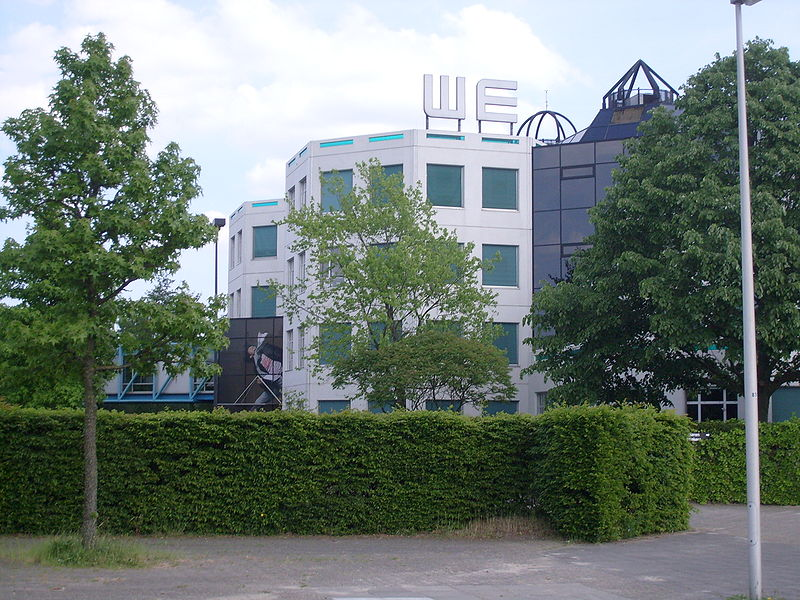
Hauptsitz von WE Fashion in Utrecht

## Geschichte
Gegründet wurde das Unternehmen am 1. Februar 1917 von Edward de Waal unter dem Namen “E. H. de Waal” in Amsterdam als Großhandel für Männermode. Im Jahr 1961 übernahm der Sohn von de Waal, Karel, die Unternehmensführung. Daraus entwickelte sich bis 1963 das Einzelhandelsgeschäft HIJ – „Hij Herenmode“. Im Jahr 1977 trat dessen Sohn Ronald dem Unternehmen bei und begann mit der Internationalisierung in die Schweiz.
Im Jahr 1984 trat Karel de Waal als Geschäftsführer zurück. Sohn Ronald setzte die von seinem Vater begonnene Expansion fort, insbesondere nach Belgien, und übernahm 1986 das Damenmodeunternehmen „Witteveen“.
Im Jahr 1992 erfolgte der Markteintritt in Deutschland und 1994 in Frankreich.
Im Jahr 1999 erfolgte ein Strategiewechsel hin zu einer Monomarkenstrategie, bei der das Unternehmen in We Fashion umbenannt wurde.
Im Jahr 2010 wurden die ersten Geschäfte in Wien eröffnet. Im selben Jahr ging das Unternehmen eine Partnerschaft mit einem chinesischen Partner ein, um neue Geschäfte in China zu eröffnen. Schließlich gab es 20 chinesische WE-Läden mit Plänen, auf bis zu 200 zu expandieren. Im Jahr 2014 zog sich WE jedoch aus China zurück.